# Ghiacciaio Naess
Il ghiacciaio Naess (in inglese Naess Glacier) è un piccolo ghiacciaio situato sulla costa di Rymill, nella parte occidentale della Terra di Palmer, in Antartide. Il ghiacciaio, il cui punto più alto si trova a circa 300 m s.l.m., è separato a nord dal ghiacciaio Chapman per mezzo di una dorsale rocciosa e fluisce verso ovest fino a entrare nel canale di Giorgio VI.

## Storia
Il ghiacciaio Naess fu scoperto nel 1936 durante la spedizione britannica nella Terra di Graham condotta nel 1934-37 al comando di John Rymill, e così battezzato nel 1954 dal Comitato britannico per i toponimi antartici in onore di Erling D. Naess, manager della compagnia baleniera Vestfold Whaling Co., che fornì una grande assistenza alla suddetta spedizione di Rymill.